# اکالیپتوس سبز
اکالیپتوس سبز (نام علمی: Eucalyptus viridis) نام یک گونه از سرده اوکالیپتوس است.